# Chelsea FC
Chelsea Football Club is een Engelse voetbalclub uit Londen. De club werd opgericht in 1905 en speelt in de Premier League. Chelsea speelt zijn thuiswedstrijden op Stamford Bridge dat 40.343 plaatsen telt. Chelseas traditionele uitrusting bestaat uit een volledig blauw shirt en short, wat de club de bijnaam The Blues opleverde. Na winst van de UEFA Conference League in 2025 werd Chelsea de enige club ooit die de UEFA Champions League, de UEFA Cup Winners' Cup, de UEFA Europa League en de UEFA Conference League wist te winnen.

## Geschiedenis

### Voor de oprichting
In 1896 kocht Gus Mears, een voetbalfanaat en zakenman, samen met zijn broer, Joseph Mears, de Stamford Bridge Athletics Ground te Fulham met de intentie om van deze grond een van de betere voetbalterreinen van het Engelse voetbal te maken. De Mears-broers slaagden er niet in om het regionale team, Fulham FC, in hun stadion te laten spelen. Uiteindelijk overtuigde Fred Parker hen om hun eigen voetbalteam op te richten.

### De vroege jaren

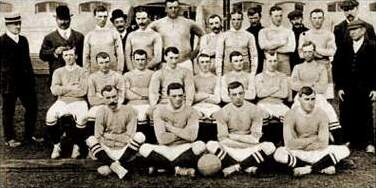
Het eerste elftal in 1905

Chelsea Football Club werd opgericht op 10 maart 1905 in The Rising Pub (tegenwoordig is dit The Butcher's Hook, een café tegenover het stadion). Aangezien er al een team in de wijk bestond met de naam Fulham besloten ze het team de naam Chelsea te geven, waarbij het woord Chelsea was afgeleid van de aangrenzende wijk Kensington en Chelsea. Eerdere voorstellen als naam voor de club waren Londen FC, FC Kensington en Stamford Bridge FC. Chelsea werd de toegang tot de Southern Football League ontzegd nadat Fulham en Tottenham Hotspur hier bezwaar tegen hadden aangetekend. Op 29 mei 1905 werd toestemming gegeven om aan te treden in de Second Division van de English Football League doordat het team financieel stabiel was en een nieuw stadion bezat.
De eerste wedstrijd van de club werd gespeeld tegen Stockport County onder leiding van hun eerste trainer ooit, John Tait Robertson, op 2 september 1905. Ze verloren deze partij met 1-0. Hun eerste thuiswedstrijd was tegen Liverpool. Deze partij wonnen ze met 4-0.
Reeds in 1907 promoveerde Chelsea naar de First Division. Dit resultaat hadden ze grotendeels te danken aan George Hilsdon die reeds bij zijn debuut op 1 september 1906 tegen Glossop North End vijf doelpunten maakte. Nadat Tait Robertson wegging als trainer bij de club boden zich al snel een aantal nieuwe kandidaten aan. De eerste die het mocht proberen was William Lewis, maar reeds kort daarna werd David Calderhead trainer van de club en bleef dit tot 1933.
Na een teleurstellend seizoen degradeerde Chelsea in 1910 naar de Second Division. Twee jaar later promoveerde Chelsea terug naar het hoogste niveau en behaalde het eerstvolgende seizoen de achtste plaats, hun beste resultaat sinds de oprichting in 1905. In 1913 werd de Deen Nils Middelboe, tweevoudig winnaar van olympisch zilver, de eerste buitenlandse speler van de club uit Londen.
In 1915 speelde Chelsea, overschaduwd door de Eerste Wereldoorlog, hun eerste FA Cup-finale. De finale werd ook weleens de "Kaki"-finale genoemd, vanwege de vele soldaten in hun "kaki"-uniformen. De sombere wedstrijd tegen Sheffield United werd gespeeld op Old Trafford in Manchester en eindigde in een nederlaag voor Chelsea, 3-0.

### Tussen de wereldoorlogen

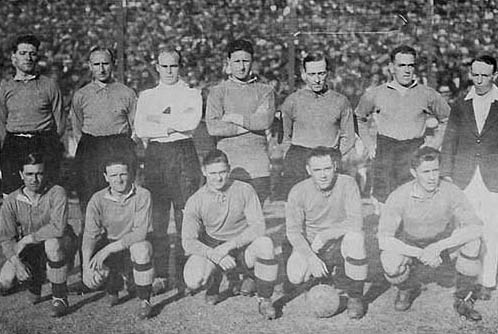
Chelsea, 1929.

Het seizoen 1919/20 was het eerste volledige seizoen na de Eerste Wereldoorlog en tevens het meest succesvolle seizoen van Chelsea tot op dat moment. Het team werd derde met 49 punten. Chelsea degradeerde in 1923/24 naar de Second Division en slaagde er pas in om terug in de First Division te geraken in het seizoen 1929/30, waar ze de volgende 32 seizoenen zouden spelen.
Om behoud in de First Division te verzekeren spendeerde de club £ 25.000 aan 3 nieuwe spelers: Hughie Gallacher, Alex Jackson en Alec Cheyne. Gallacher was de belangrijkste van deze drie aangezien hij in het seizoen 1926/27 Newcastle United als aanvoerder naar de titel leidde. Gedurende zijn vier seizoenen bij Chelsea werd hij telkens de topscoorder van de club en behaalde in totaal over deze vier seizoenen 81 doelpunten. Jackson en Cheyne daarentegen behaalden nooit hun ultieme vorm, waardoor Chelsea na verloop van tijd zelfs op een financieel dieptepunt kwam.
In 1933 stapte Calderhead op als coach van Chelsea en werd vervangen door Leslie Knighton. Ook hij bracht weinig verbetering in de club. In de seizoenen 1932/33 en 1933/34 belandden ze op twee punten van een degradatie en in 1938/39 belandde de club zelfs op slechts een punt van een degradatie.
De club bleef desondanks een van de clubs met het grootste aantal fans. Een wedstrijd tegen Arsenal op 12 oktober 1935 op Stamford Bridge lokte 82.905 fans, wat tot dusver nog altijd een record is voor de club en het tweede hoogste aantal supporters ooit in een wedstrijd van de English Football League.
Net voor de Tweede Wereldoorlog begon stopte Knighton als trainer van Chelsea en werd opgevolgd door de Schotse Billy Birrell.

### Tweede Wereldoorlog en bezoek van Dinamo
Gedurende de Tweede Wereldoorlog speelde Chelsea, net zoals elke andere club, slechts een paar regionale wedstrijden. Slechts twee spelers uit de selectie van het seizoen 1938/39 speelde ooit opnieuw een wedstrijd voor deze club. Dit had tot gevolg dat Chelsea na deze periode gebruik moest maken van enkele gastspelers.
In oktober 1945, net na de oorlog, kondigde Dinamo Moskou, regerend kampioen van de Sovjet-Unie, aan dat het een voetbaltournee zou maken door het Verenigd Koninkrijk als vredelievend gebaar. Hierbij zou het onder meer een wedstrijd spelen tegen Chelsea op 13 november 1945 op Stamford Bridge. Chelsea speelde in een rood tenue doordat het tenue van Dinamo te veel blauwe tinten bevatte. Voor de wedstrijd gaf elke speler van Dinamo een boeket bloemen aan de speler met hetzelfde rugnummer als de speler in kwestie. Dit gebaar – in de Sovjetcompetitie een gebruikelijke beleefdheid vóór de wedstrijd – werd door vele Britten ontvangen met ontsteltenis. Gedurende de wedstrijd zelf verraste het Russische team vele toeschouwers door hun talent, waardoor de wedstrijd eindigde op 3-3. Het aantal toeschouwers dat de wedstrijd bijwoonde werd geschat op 100.000. Enkelen hiervan woonden de wedstrijd echter bij op een illegale manier. Tot dusver is dit het hoogste toeschouwersaantal ooit op Stamford Bridge.
Na de oorlog spendeerde Chelsea £ 22.000 aan Tommy Lawton, Len Goulden en Tommy Walker. Het trio bracht naast goals ook veel entertainment in het spel van Chelsea, maar desondanks eindigde Chelsea vijftiende in het seizoen 1946/47. Birrell bracht ook Roy Bentley naar Chelsea. Bentley werd gekocht van Newcastle United voor £ 11.500. Ondanks zijn talent leidde deze transfer tot het vertrek van Lawton.
1950 leek het jaar te worden van Chelsea in de FA Cup. Na de 2-0 winst in de kwartfinales tegen Manchester United werden ze geloot tegen stadsgenoot Arsenal. Na twee spannende wedstrijden was de stand 3-2 voor Arsenal, waardoor The Gunners zich doorstootte naar de finale. Een jaar later leek Chelsea te gaan degraderen naar de Second Division. Met nog vier wedstrijden te gaan stond Chelsea onderaan het klassement met zes punten verschil van de voorlaatste plaats. Van de laatste veertien wedstrijden had Chelsea geen enkele keer gewonnen. De drie wedstrijden voor de laatste wedstrijd van het seizoen won Chelsea telkens verrassend. De laatste wedstrijd werd gespeeld tegen Bolton Wanderers. Ook deze wedstrijd werd door Chelsea gewonnen, met 4-0. Hierdoor kroop Chelsea door het oog van de naald en bleven ze in de First Division.

### Modernisering
In 1952 werd oud-Arsenal aanvaller Ted Drake benoemd tot trainer van de club. Drake had de bedoelingen om Chelsea te moderniseren, zowel op als rond het veld. Een van zijn eerste acties hierbij was Chelsea afhelpen van de bijnaam The Pensioners en veranderde hierbij het embleem van de club. Sindsdien is de club gekend als The Blues. Zijn beginjaren bij Chelsea waren voor de supporters echter niet overtuigend. In zijn eerste seizoen bij Chelsea eindigde hij negentiende met slechts een punt verwijderd van een degradatie.
In het jubileumjaar 1954/55 gebeurde er voor velen iets onwaarschijnlijk, Chelsea werd kampioen van de First Division. Op het einde van het seizoen had Chelsea 52 punten en tot op heden is dit een van de laagste puntentotalen om kampioen te worden in Engeland na de Tweede Wereldoorlog.
Doordat Chelsea kampioen werd mochten ze deelnemen aan de Europacup I. In de eerste ronde werden ze geloot tegen het Zweedse Djurgårdens, maar zelfs nog voor het toernooi begon stapte Chelsea uit het toernooi.
Ze waren niet in staat om voort te bouwen op hun titelsucces. Reeds een seizoen later eindigde Chelsea zestiende. Een van de zwakste punten van de ploeg in deze periode was de uitschakeling in de FA Cup in de derde ronde, na een nederlaag tegen de ploeg uit de Fourth Division, Crewe Alexandra. Na een 4-0-verlies tegen Blackpool werd Drake ontslagen. Hij werd opgevolgd door de toen 33-jarige Tommy Docherty.
Toen Docherty begon bij Chelsea was de club reeds zeker van een degradatie naar de Second Division en gebruikte daarom de resterende tijd van het seizoen voor enkele structurele veranderingen. Hij verkocht veel van de oudere spelers om ruimte te creëren voor de jongere spelers. In tegenstelling tot Drake was Docherty zeer streng voor zijn spelers. Telkens als de spelers een gebrek aan discipline vertoonden, kregen ze een straf opgelegd. Deze harde trainingswijze wierp snel zijn vruchten af door opnieuw promotie af te dwingen en het volgende seizoen in de First Division als vijfde te eindigen.
Door de resultaten werd Chelsea aangezien als een serieuze tegenstander en op vier wedstrijden van het einde van het seizoen 1964/65 stonden ze op een geruststellende eerste plaats. Maar tijdens die laatste vier speeldagen liep alles mis. Tegen Burnley kwamen zeven van Docherty's sterspelers niet opdagen waardoor Docherty zich dus moest behelpen met jeugdspelers en reserven. Een sterk verzwakt team verloor met 2-6, waardoor ze toen al op de derde plaats stonden achter Manchester United en Leeds United.
Het volgende seizoen speelde Chelsea niet alleen goed in de First Division, maar ook in de Jaarbeursstedenbeker en in de FA Cup. In de FA Cup behaalden ze de halve finales, maar verloren daar met 2-0 van Sheffield Wednesday. Ook in de Jaarbeursstedenbeker behaalden ze de halve finale, maar ook daar stootten ze niet door naar de finale na verlies tegen Barcelona.
Na een tijd was Docherty uitgekeken op het jonge elftal met een gemiddelde leeftijd van 21 jaar en besloot een aantal van zijn jonge spelers te verkopen om meer ervaren spelers in het team te krijgen. Docherty's nieuwe strategie leek te werken, want na tien speeldagen waren ze het enige team in de League dat nog steeds ongeslagen was. Peter Osgood was de enige jonge speler die er toen nog in slaagde om zijn plaats in het team te kunnen verzekeren en harten van de fans te kunnen veroveren. Dit veranderde echter snel toen hij zijn been brak tijdens een duel met Emlyn Hughes van Blackpool. Tot grote ergernis van het team eindigde het team dat seizoen slechts negende in de First Division en verloren ze de FA Cup-finale tegen Tottenham Hotspur.
In het volgende seizoen won Chelsea van zijn eerste tien wedstrijden slechts twee waardoor Docherty werd ontslagen. De eerste wedstrijd na het ontslag van Docherty werd verloren met 7-0 van Leeds United wat een evenaring vormde van het grootste verlies van Chelsea ooit. Snel na deze nederlaag werd een vervanger gevonden, Dave Sexton. Sexton was een veel rustiger persoon dan Docherty. De harde kern van de ploeg bleef bewaard, maar in de verdediging vonden toch enkele veranderingen plaats. Sexton stabiliseerde de club en eindigde tweemaal na elkaar in de top zes van de landelijke competitie.
In 1969/70 eindigde Chelsea als derde en behaalde datzelfde seizoen de finale van de FA Cup. Niets stond hen nog in de weg voor hun eerste deelname aan de Europacup II. Met Aris Saloniki en CSKA Sofia waren de eerste twee rondes een makkelijke partij voor Chelsea. In de kwartfinales verloor het team zijn eerste partij tegen Club Brugge met 0-2, maar het kwam terug met een sterke 4-0. Ook tegen Manchester city in de halve finales won de club zonder enig probleem. De finale werd gespeeld tegen Real Madrid en uiteindelijk werd ook deze partij gewonnen door Chelsea. Hierbij was hun eerste Europese beker binnen.

### Zware periode

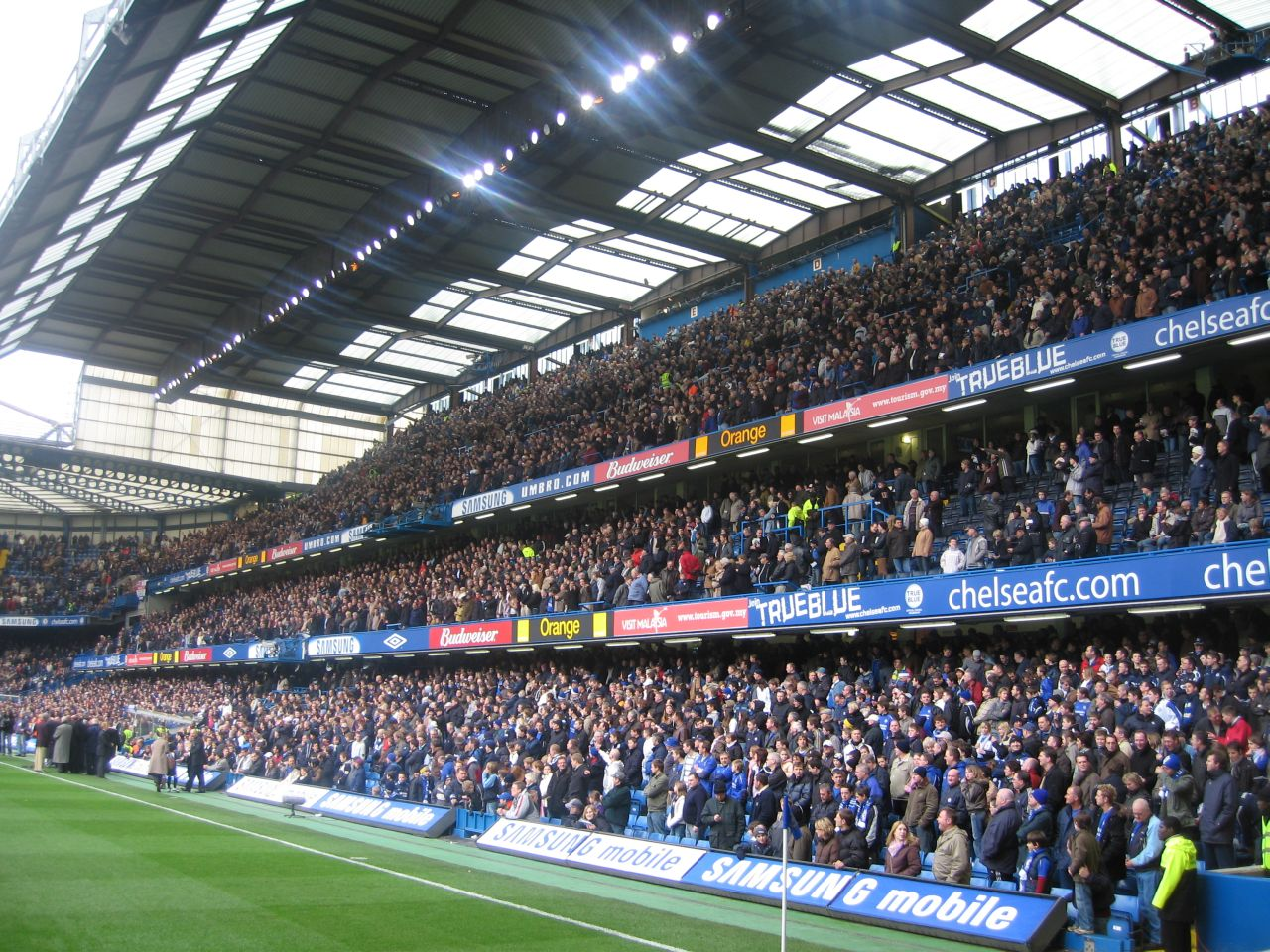

In de volgende tien jaren was er verder geen succes meer voor de club wat Chelsea uiteindelijk zelfs op de knieën kreeg. Toen de geest van het team daalde, daalde ook de resultaten. Chelsea werd uiteindelijk zelfs in de Europacup II van 1971/72 uitgeschakeld door het kleine Åtvidabergs. In de FA Cup werden ze uitgeschakeld door een ploeg uit de Second Division, Leyton Orient. Chelsea eindigde twaalfde in het seizoen 1972/73 en zeventiende in het daaropvolgende seizoen. In het seizoen van 1974/75 werd Dave Sexton uiteindelijk vervangen door Ron Suart. Zelfs voor hem werd het onmogelijk om het team te herstellen waardoor het degradeerde in 1975.
Voor Chelsea werd het uiteindelijk onmogelijk om nog nieuwe spelers aan te trekken waardoor de daling uit de First Division ook voor een daling van het bezoekersaantal zorgde. Deze situatie van Chelsea zorgde voor heel wat hooligans binnen de supportersgroepen van de club. Het was Eddie McCreadie die in het seizoen 1976/77 zorgde voor promotie. Ken Shellito zorgde het seizoen daarna ervoor dat ze op het hoogste niveau bleven.
In 1981/82, werd Chelsea opnieuw twaalfde in de Second Division. Dat is echter niets in vergelijking met het daaropvolgende seizoen, dat wordt beschouwd als het slechtste seizoen ooit in de geschiedenis van The Blues. Na een felle start daalde het team dramatisch, wat hen confronteerde met een mogelijke nieuwe degradatie naar de Third Division en hen zelfs in financiële moeilijkheden bracht. Ze ontsnapte slechts aan de degradatie met twee punten.

### Een nieuwe start
Na een investering van iets minder dan £ 500.000 maakte Chelsea een ommekeer in zijn geschiedenis, waardoor ze in het seizoen 1983/84 kampioen werden van de Second Division. Na hun eerste seizoen terug in de First Division eindigde ze als zesde. Dit niveau konden ze ook het volgende seizoen nog vasthouden, maar in 1986/87 eindigde ze weer lager op de ranglijst. Het seizoen daarna volgde degradatie, maar in de Second Division ondervonden ze geen enkel probleem om meteen kampioen te worden en terug te keren op het hoogste niveau.
In het seizoen 1989/90 keerde Chelsea terug naar de First Division met trainer Bobby Campbell. Zijn opvolger, Ian Porterfield, eindigde in het seizoen 1991/92 hoog genoeg, zodat Chelsea kon deelnemen aan het allereerste seizoen van de destijds nieuwe Premier League. Porterfield stopte halverwege het seizoen en werd vervangen door David Webb die het team als elfde liet eindigen. Aan het eind van het seizoen werd Webb vervolgens weer vervangen door Glenn Hoddle.
Hoddles eerste seizoen begon slecht, waardoor Chelsea begon te verzwakken. Ondertussen bleef Ken Bates, eigenaar van de club, geld investeren in topspelers zoals Ruud Gullit. Gullit werd in 1996/97 de nieuwe trainer en haalde daarbij topspelers naar Chelsea, waaronder Gianluca Vialli en Gianfranco Zola. In februari 1998 werd Gullit plotseling ontslagen na een heftige botsing met eigenaar Ken Bates, terwijl Chelsea tweede stond in het klassement. Hij werd vervangen door zijn oud-speler Vialli. Tijdens het seizoen 1998/99 deed Chelsea voor het eerst in jaren mee om de landstitel, maar na een verlies tegen West Ham United daalden hun titelkansen. Een hoopvol seizoen eindigde uiteindelijk zonder een enkele beker. Na dit seizoen kwam eindelijk een doorbraak op Europees vlak voor Chelsea.

### Abramovich-tijdperk

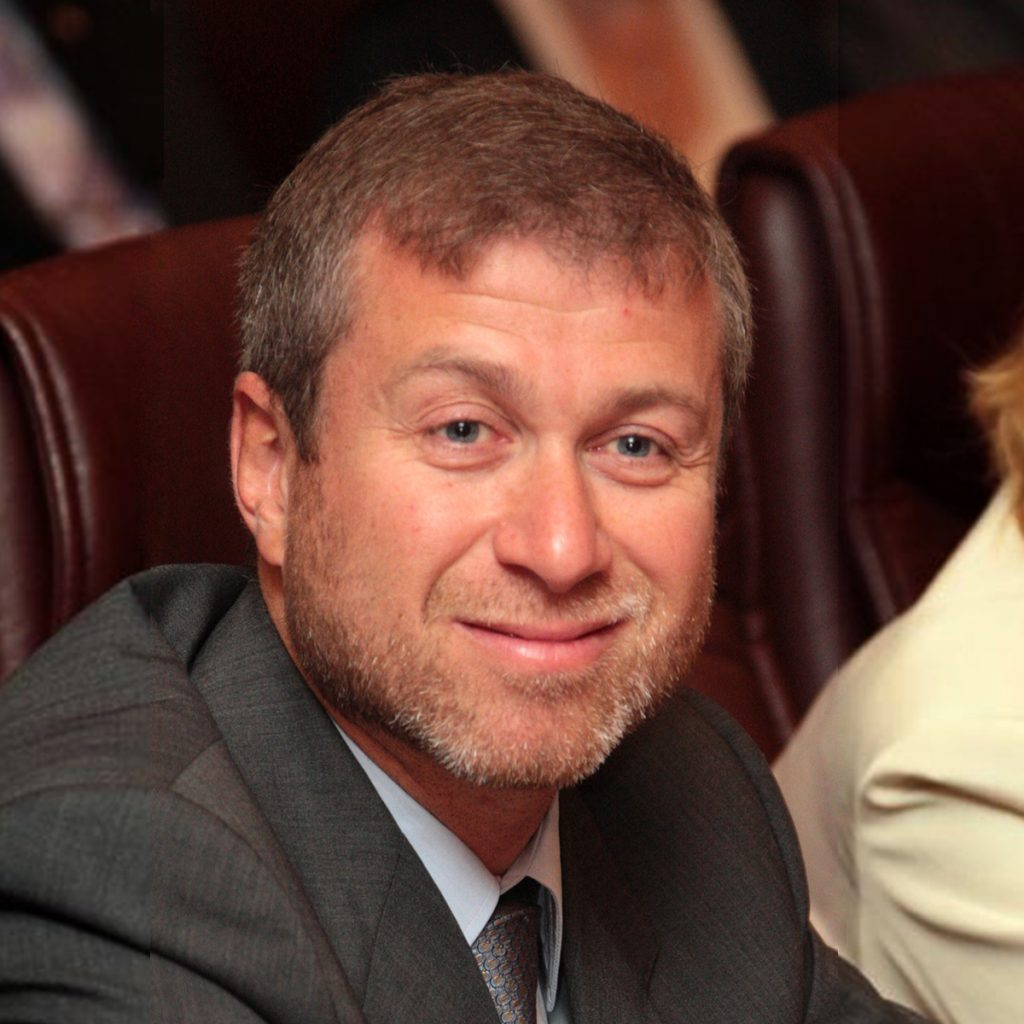
Roman Abramovich

#### Claudio Ranieri
Vialli spendeerde bijna 26 miljoen pond aan nieuwe topspelers in de zomer van 2000. Hierbij kocht hij onder anderen Jimmy Floyd Hasselbaink en Eiður Guðjohnsen. Ondanks deze topaanwinsten werd Vialli ontslagen na slechts drie van de vijftien punten te hebben behaald in de competitie. Hij werd vervangen door een andere Italiaan, Claudio Ranieri, die als zesde wist te eindigen in zijn eerste seizoen. Vooral in zijn tweede seizoen boekte Chelsea veel vooruitgang, maar desondanks eindigde Chelsea opnieuw zesde. Als gevolg daarvan waren de verwachtingen voor het volgende seizoen beperkt. Tegen alle verwachtingen in ging Chelsea op voor een mooie titelstrijd en won het de belangrijke laatste wedstrijd van het seizoen tegen Liverpool met 2-1.
De club stond na al die goede resultaten nog steeds voor een financieel drama, waardoor Ken Bates de club in juni 2003 verkocht voor 60 miljoen pond. De nieuwe eigenaar van de club werd de Russische miljardair Roman Abramovich, die ook de schulden ter waarde van 80 miljoen pond zonder problemen afbetaalde. Na een investering van nog eens 100 miljoen pond werd Chelsea tweede in de Premier League.

#### José Mourinho

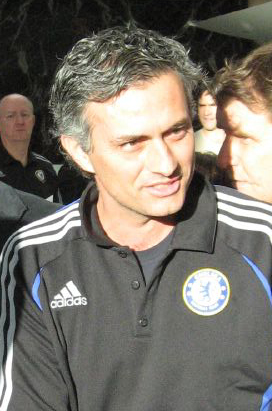
José Mourinho

In de zomer van 2004 werd José Mourinho aangesteld als hoofdtrainer van de club. Hij had de afgelopen seizoenen Europese successen gebracht bij Porto en introduceerde zichzelf als The Special One. Het seizoen 2004/05 onder leiding van de Portugees werd het meest succesvolle seizoen van Chelsea. Na een overwinning op Everton namen ze de leiding in de Premier League, een positie die ze dat seizoen niet meer kwijtspeelden. Ook werd de League Cup gewonnen en reikte het ver in de Champions League.
Ook in het daaropvolgende seizoen, 2005/06, werd de landstitel veroverd door The Blues. In 2006/07 moest Chelsea echter toekijken hoe het Manchester United van Alex Ferguson er met het kampioenschap vandoor ging. Op 20 september 2007 werd bekendgemaakt dat succestrainer Mourinho Chelsea zou verlaten. Kort daarna nam Avram Grant het roer over. Hij begeleidde de club naar haar eerste Champions League-finale ooit. Deze speelden ze tegen Manchester United, maar verloren ze na strafschoppen. Drie dagen later werd er afscheid genomen van Grant.

#### Guus Hiddink
Na een teleurstellende reeks resultaten werd Luiz Felipe Scolari in februari 2009 ontslagen en vervangen door de voormalig bondscoach van Nederland en huidige van Rusland, Guus Hiddink. Hij was door zijn verleden een bekende van clubeigenaar Abramovich. Hiddink behaalde met Chelsea de halve finale van de Champions League, maar werd thuis in de slotfase uitgeschakeld door de uiteindelijke winnaar Barcelona onder leiding van Josep Guardiola, terwijl Guardiola Hiddink enkele minuten eerder al had gefeliciteerd met het behalen van de finale. Wel wist de ploeg nog beslag te leggen op de FA Cup door met 2-1 te winnen van Everton. Twee dagen na de laatste wedstrijd van het seizoen werd Hiddink, door verplichtingen als bondscoach van Rusland, vervangen door oud-AC Milan-trainer Carlo Ancelotti.

#### Carlo Ancelotti
De Italiaan maakte veel indruk in zijn eerste seizoen door aanvallend voetbal te initiëren bij de club. Het bracht de club een nog succesvoller seizoen dan die van 2004/05. Chelsea pakte de dubbel, zowel de Premier League als de FA Cup werden gewonnen. Dat seizoen werd er door Chelsea een recordaantal doelpunten gescoord in de Premier League, namelijk 103. Het jaar erna begon de club weer goed onder Ancelotti, maar door toedoen van een zeer teleurstellende periode rond de winter, werd Chelsea tweede. Mede als gevolg hiervan werd de hoofdtrainer op 22 mei 2011 ontslagen.

#### Verschillende coaches

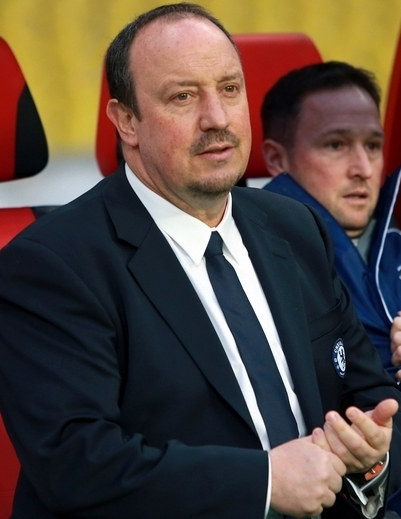
Rafael Benítez

Een week na het vertrek van Ancelotti werd Port-trainer André Villas-Boas aangesteld als hoofdtrainer van de club. De jonge coach, amper 33 jaar oud, werd ook wel de Nieuwe Mourinho genoemd. Hij kon echter de prestaties van zijn illustere voorganger niet evenaren en werd al op 4 maart 2012 ontslagen na een reeks teleurstellende resultaten. Zijn assistent-trainer Roberto Di Matteo begeleidde het team vervolgens door een sterke Europese eindronde. Onder zijn leiding won Chelsea in 2012 voor het eerst in haar clubgeschiedenis de Champions League, ten koste van Bayern München. Ook werd de FA Cup gewonnen nadat Chelsea te sterk was voor Liverpool in de finale op Wembley. Op 21 november 2012 moest Di Matteo het veld ruimen na een 3-0 nederlaag tegen Juventus.
Nog op dezelfde dag werd voormalig Liverpool-trainer Rafael Benítez aangesteld als nieuwe coach van Chelsea. Hij leidde de club naar de derde plaats op de ranglijst en behaalde daarmee opnieuw een ticket voor de Champions League. Op 15 mei 2013 won de Spanjaard de Europa League dankzij een 2-1 overwinning op Benfica.

#### Terugkeer Mourinho en Hiddink

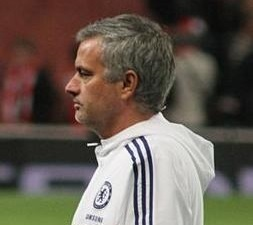
José Mourinho in zijn tweede periode

Enkele weken later werd officieel bevestigd dat José Mourinho zou terugkeren bij Chelsea als hoofdtrainer van het team. Men was ervan overtuigd dat hij de club nieuwe successen kon brengen in zowel de Premier League als in de Champions League. In zijn eerste seizoen terug aan de leiding was het team lang deelnemer aan de race om het kampioenschap, maar eindigde het uiteindelijk op een derde plaats. Door thuis met 0-0 gelijk te spelen tegen Norwich City, dat uiteindelijk als achttiende eindigde en degradeerde, werd de laatste kans op het kampioenschap definitief verspeeld. Vier dagen eerder reikte Chelsea tot de halve finale van UEFA Champions League, waarin het Spaanse Atlético Madrid van Diego Simeone te sterk was.
Het seizoen erna veroverde Chelsea wél de titel onder leiding van Mourinho, waarna een uiterst moeizame start volgde in het seizoen 2015/16. Op donderdag 17 december 2015 viel daardoor het doek voor Mourinho en zegde Chelsea diens tot medio 2019 doorlopende contract op. Na zestien speelronden bezette de club de zestiende plaats op de ranglijst, met slechts vijftien punten. "Hij is de meest succesvolle manager in de historie van deze club, maar zowel José als de clubleiding concludeerde dat het gezien de laatste resultaten beter was om uit elkaar te gaan", stelde Chelsea op de clubsite te lezen in een officiële verklaring. Guus Hiddink werd twee dagen later aangesteld als zijn opvolger. Hij kreeg een contract tot het eind van het seizoen.

#### Italiaanse coaches

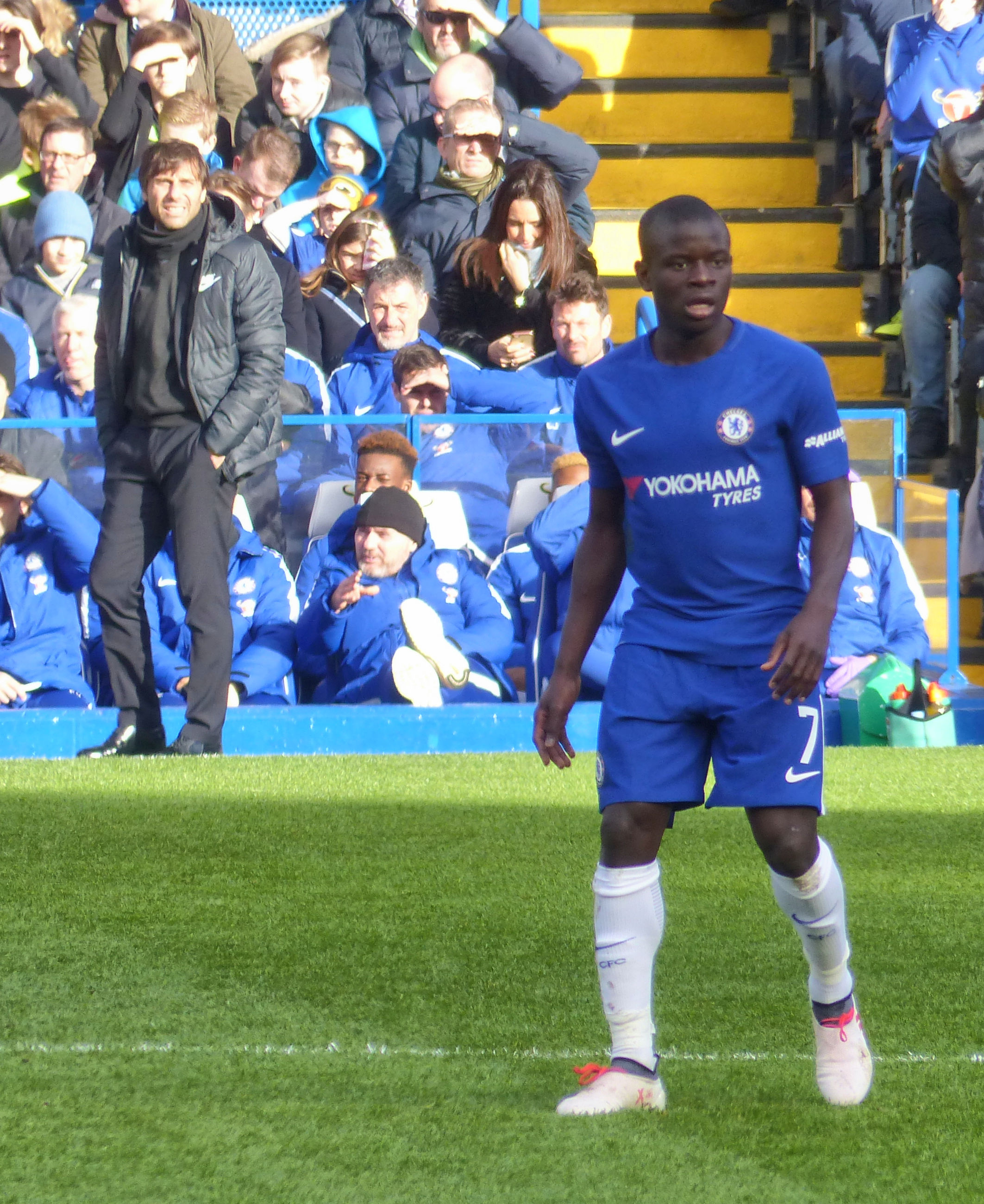
Antonio Conte en N'Golo Kanté

Vanaf juli 2016 had Antonio Conte twee seizoenen lang het stuur in handen bij de Londenaren. Hij won de Premier League in het seizoen 2016/17, mede door de aankoop van de nieuwe bescheiden superster N'Golo Kanté. Het jaar ervoor was Kanté met Leicester City onverwachts kampioen geworden en verhuisde daarna naar Londen voor 40 miljoen euro. Verder won Conte in 2018 met Chelsea de FA Cup ten koste van het Manchester United van zijn voorganger Mourinho.
In de zomer van 2018 stelde Chelsea Maurizio Sarri aan als nieuwe trainer en die bracht aantrekkelijker voetbal dan zijn voorgangers in het spel. Hij won in 2019 de Europa League door in de finale stadsgenoot Arsenal te verslaan met 4-1, maar vertrok die zomer alweer bij de club.

#### Wisselend succes

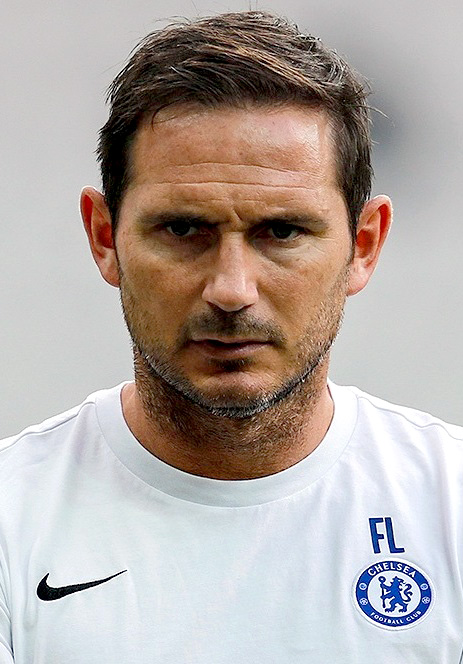
Oud-aanvoerder Frank Lampard als hoofdtrainer

In juli 2019 werd oud-speler Frank Lampard aangesteld als hoofdtrainer, nadat Sarri naar Juventus was vertrokken. Door de ingestelde transferban en het vertrek van de topspeler Eden Hazard naar Real Madrid werd er veel gebruik gemaakt van jeugdspelers, dit in tegenstelling tot alle voorgaande seizoenen in het Abramovich-tijdperk. Het eerste seizoen onder Lampard eindigde Chelsea op de vierde plaats in de competitie, goed voor plaatsing voor de Champions League. In het tweede seizoen van clubicoon Lampard als hoofdtrainer trok eigenaar Abramovich de portemonnee en kocht voor vele miljoenen onder andere Kai Havertz, Timo Werner en Ben Chilwell. Dit mocht niet baten, want ondanks een voorspoedige seizoensstart werd Lampard na een teleurstellende reeks op 25 januari 2021 ontslagen.
Een dag later werd de, in december 2020 bij Paris Saint-Germain ontslagen, Duitser Thomas Tuchel aangesteld als zijn opvolger. Hij tekende een contract tot medio 2022. De tweede seizoenshelft van Chelsea verliep heel wat succesvoller. Onder de nieuwe coach behaalden ze de finale van de FA Cup en eindigden in de top vier. Het grootste succes was dat seizoen echter het winnen van de Champions League. Op weg naar de finale schakelden ze Atlético Madrid, Porto, en recordkampioen Real Madrid uit. De finale werd gespeeld in het Estádio do Dragão te Porto tegen Manchester City. Kai Havertz bezorgde met de enige goal van de wedstrijd Chelsea zijn tweede Champions League-trofee.

### Boehly-tijdperk

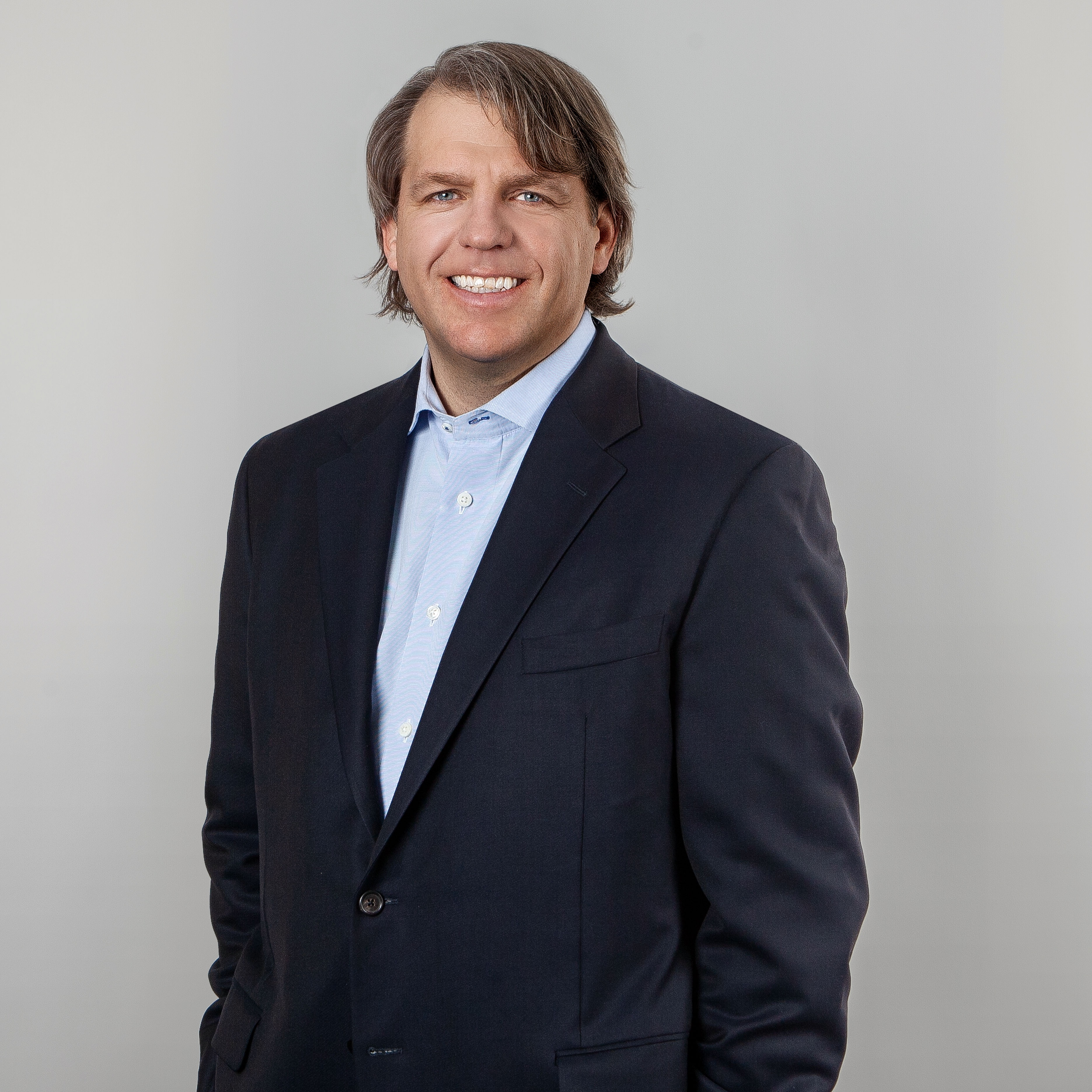
Todd Boehly

#### Grote uitgaven
Door de Russische invasie van Oekraïne in 2022 besloot Abramovich Chelsea te verkopen. De Russische eigenaar hoopte zo dat de club kon ontsnappen aan eventuele sancties die hem ten laste zouden worden gelegd door de Britse regering. Begin mei 2022 werd een akkoord tot overname bereikt met het Amerikaanse consortium onder aanvoering van Todd Boehly voor een prijs van 4,97 miljard euro. De groep, later actief onder de naam BlueCo, investeerde die zomer vele miljoenen in spelers als Raheem Sterling, Marc Cucurella, Kalidou Koulibaly, Wesley Fofana en Pierre-Emerick Aubameyang. Dit bracht de club echter geen verbeterde resultaten, waardoor Tuchel al vroeg in het seizoen 2022/23 werd ontslagen. Vervolgens werden er miljoenen neergeteld om Graham Potter los te weken bij Brighton & Hove Albion. In januari 2023 werd er nog eens 300 miljoen pond uitgegeven, onder andere aan Enzo Fernández, Mykhailo Mudryk en Noni Madueke. Uiteindelijk eindigde het team in het rechterrijtje en werd er in april 2023 al weer afscheid genomen van hoofdtrainer Potter. Frank Lampard nam tot het einde van het seizoen de honneurs waar.
Op 29 mei 2023 werd bekendgemaakt dat Mauricio Pochettino per 1 juli 2023 de nieuwe hoofdtrainer van de club zou worden. Het lukte Pochettino aanvankelijk niet om de resultaten en het spel te verbeteren, mede door een groot aantal blessures. Richting het einde van het seizoen ging het team echter beter draaien en streed het mee om een ticket voor Europees voetbal. Op de laatste speeldag stelde Chelsea de zesde plaats veilig na een 2-1 overwinning op Bournemouth. Daarmee plaatste het zich voor de UEFA Conference League. Desalniettemin werd enkele dagen later bekend dat de wegen van Chelsea en Pochettino zouden scheiden.

## Erelijst
| Internationaal                       |    |                                                |
| UEFA Champions League                | 2× | 2012, 2021                                     |
| UEFA Europa League                   | 2× | 2013, 2019                                     |
| UEFA Conference League               | 1× | 2025                                           |
| UEFA Cup Winners' Cup                | 2× | 1971, 1998                                     |
| UEFA Super Cup                       | 2× | 1998, 2021                                     |
| FIFA Club World Cup                  | 2× | 2021, 2025                                     |
| Nationaal                            |    |                                                |
| First Division / Premier League      | 6× | 1955, 2005, 2006, 2010, 2015, 2017             |
| FA Cup                               | 8× | 1970, 1997, 2000, 2007, 2009, 2010, 2012, 2018 |
| Football League Cup                  | 5× | 1965, 1998, 2005, 2007, 2015                   |
| FA Charity Shield / Community Shield | 4× | 1955, 2000, 2005, 2009                         |
| Second Division                      | 2× | 1984, 1989                                     |
| Full Members Cup                     | 2× | 1986, 1990                                     |

## Clubcultuur

### Logo

Logo op wedstrijdtenue van Chelsea

Sinds de oprichting van Chelsea kende de club vier verschillende emblemen, die allemaal kleine wijzigingen ondergingen. Het eerste logo in 1905 bevatte een typische "Chelsea Pensioner", wat hen de bijnaam van "The Pensioners" opleverde, maar het logo verscheen nooit op de clubshirts. Als deel van Ted Drakes modernisering in 1952 stond hij erop dat het logo moest veranderen. Inspiratieloos maakte Drake van het logo simpelweg de initialen van de club, namelijk CFC. Dit duurde één jaar, want in 1953 werd het nieuwe logo ontworpen, een achteruitkijkende blauwe leeuw met een staf in de hand. Deze hield het drie decennia uit. Tevens was dit het eerste embleem dat op de shirts van de spelers mocht verschijnen. In 1986 veranderde net zoals de eigenaren van de club ook het embleem nog eens. Dit embleem bevatte een meer naturalistische, niet-heraldische leeuw, die deze keer geel was en niet blauw, gebogen over de CFC-initialen.
In het seizoen 2005-06 kwam er onder leiding van Roman Abramovitsj een nieuw embleem dat lijkt op het embleem van 1953 met de blauwe heraldische leeuw met een staf. Net als elk vorig embleem is ook dit embleem gevarieerd in kleuren.

### Tenue
Chelsea heeft sinds zijn oprichting altijd een blauw tenue gehad, dat in de loop der jaren veranderde van lichtblauw naar een iets donkerdere tint. Het tenue van Chelsea wordt momenteel gefabriceerd door Nike, dat Adidas overneemt als sponsor. Adidas had een sponsorcontract met de club dat eindigde aan het einde van het 2016-17 seizoen. Nike zal de tenues fabriceren vanaf het 2017-18 seizoen, tot en met 2032. Vorige kledingsponsoren waren Umbro (1975-81), Le Coq Sportif (1981-86), The Chelsea Collection (1986-87), Umbro (1987-06) en Adidas (2006-17).
| 1905-1912 | 1912-1960 | 1960-1963 | 1963-1964 | 1967-68, 1985-90 | 1964-85, 1990- |

#### Sponsors
De allereerste hoofdsponsor die op het tenue stond van Chelsea was Gulf Air die een contract hadden met Ken Bates van £ 150.000 in het seizoen 1983-84. Andere sponsors die op het tenue stonden sinds die periode zijn Grange Farms (1984-85), Bai Lin Tea (1985-87), Simod (1987-89), Commodore & Amiga (1989-94) (afwisselend), Coors beer (1994-97), Autoglass (1997-01), Emirates (2001-05), Samsung Mobile' (2005-08), Samsung (2008-15) en Yokohama Tyres (2015-20).
Sinds het seizoen 2020-21 is het telecombedrijf Three hoofdsponsor van de club.
| Periode   | Kledingsponsor         | Shirtsponsor                    | Mouwsponsor    |
| --------- | ---------------------- | ------------------------------- | -------------- |
| 1975-81   | Umbro                  | —                               | —              |
| 1981–83   | Le Coq Sportif         | —                               | —              |
| 1983-84   | Le Coq Sportif         | Gulf Air                        | —              |
| 1984–85   | Le Coq Sportif         | Grange Farms                    | —              |
| 1985–86   | Le Coq Sportif         | Bai Lin Tea                     | —              |
| 1986-87   | The Chelsea Collection | Bai Lin Tea                     | —              |
| 1987-89   | Umbro                  | Simod                           | —              |
| 1989-94   | Umbro                  | Commodore International / Amiga | —              |
| 1994-97   | Umbro                  | Coors Beer                      | —              |
| 1997-01   | Umbro                  | Autoglass                       | —              |
| 2001-05   | Umbro                  | Emirates                        | —              |
| 2005-06   | Umbro                  | Samsung Mobile                  | —              |
| 2006-08   | Adidas                 | Samsung Mobile                  | —              |
| 2008-15   | Adidas                 | Samsung                         | —              |
| 2015–17   | Adidas                 | Yokohama Tyres                  | —              |
| 2017–18   | Nike                   | Yokohama Tyres                  | Alliance Tyres |
| 2018–2020 | Nike                   | Yokohama Tyres                  | Hyundai        |
| 2020–2022 | Nike                   | Three                           | Hyundai        |
| 2022–     | Nike                   | Three                           | WhaleFin       |

### Supporters

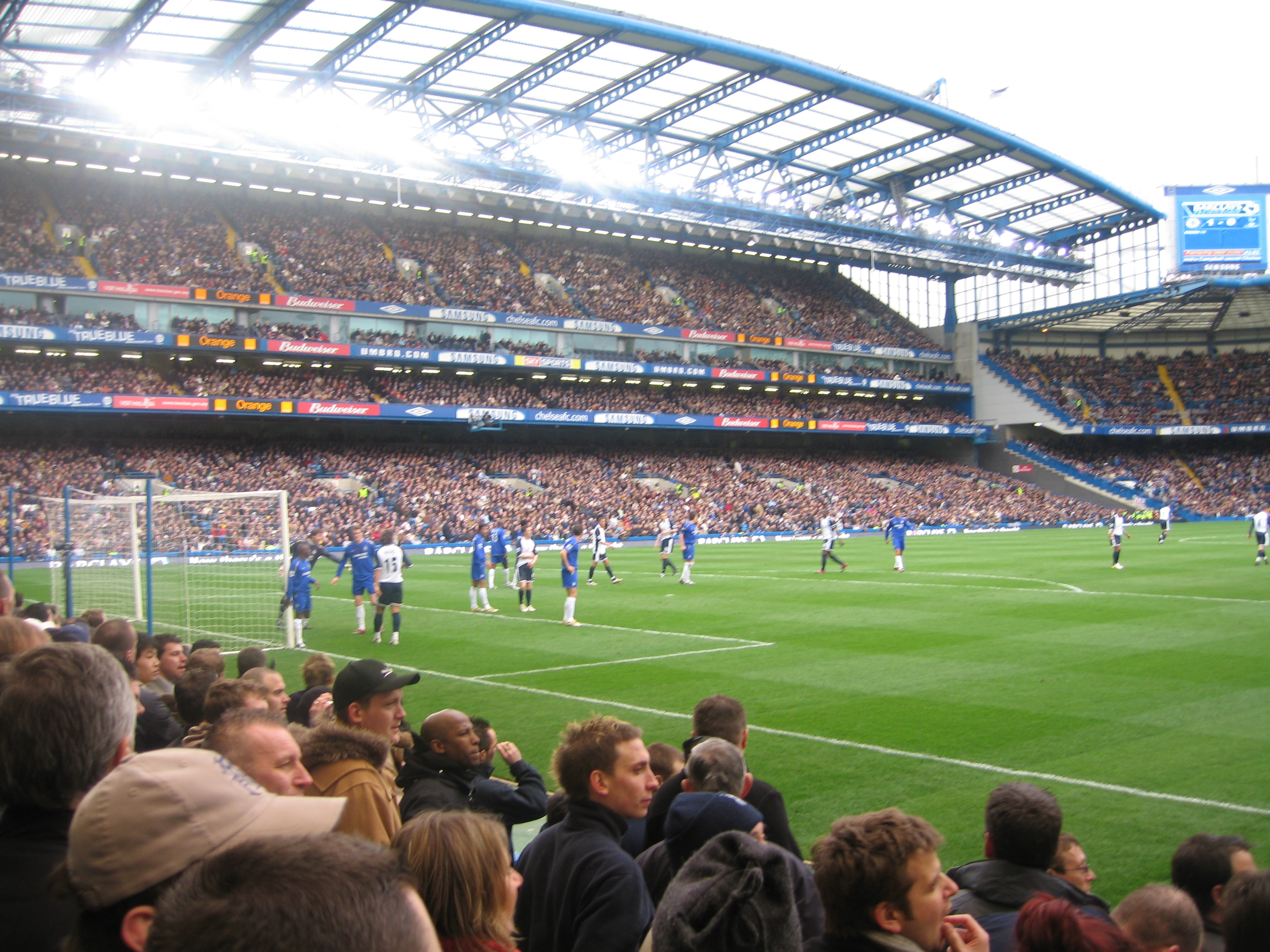
Chelseafans bij een thuiswedstrijd tegen Tottenham Hotspur op 11 maart 2006. De wedstrijd eindigde in 1-0.

Chelsea speelt thuis gemiddeld voor een aanhang van 40.000 supporters. Het gemiddeld aantal bezoekers in het seizoen 2007-2008 was 41.653, het zesde hoogste uit de Premier League. De toeschouwers komen vooral uit de wijken Hammersmith, Battersea en van de rijkere gebieden Chelsea en Kensington. De club zelf vermoedt dat ze in het Verenigd Koninkrijk een supportersschare hebben van 4 miljoen. Chelsea maakt ook gebruik van een aantal fanliederen zoals Carefree, Blue is the Colour, Keep the Blue Flag Flying High, We all Follow the Chelsea (op de melodie van Land of Hope and Glory), Ten Men Went to Mow en Celery. Het lied Celery werd vaak gezongen bij overwinningen, waarbij ook selderij werd gegooid, maar deze werd in maart 2007 uit het stadion verbannen.
Tijdens de jaren 70 en 80 had Chelsea in zijn aanhang ook hooligans, die vaak de Chelsea Headhunters werden genoemd. Samen met andere hooligangroepen zoals Inter City Firm (West Ham United), Millwall Bushwhackers (Millwall FC) en de Salford Reds (Manchester United) golden zij als de meest agressieve en gevaarlijkste groep. De Headhunters hadden ook verbindingen met neonazistische groepen zoals de Combat 18 en de British National Party. Sinds de jaren 90 is het aantal incidenten tijdens wedstrijden gedaald, voornamelijk door controle-acties en videobewaking.

### Muziek

#### Clublied
Het lied "Blue is the Colour" was een single van Chelsea in de voorbereiding voor de League Cup finale van 1972. Reeds na korte tijd behaalde deze single de top 5 in de UK Singles Chart. Later werd dit nummer nog gecoverd door de Vancouver Whitecaps die het lied de titel "White is the Colour" gaven. "Blue is the Colour" wordt onofficieel ook aanvaard als clublied van Chelsea.

### Chelsea in de media
In 1930 deed Chelsea mee aan een van de eerste voetbalfilms ooit, "The Great Game". Verscheidene scènes werden opgenomen op Stamford Bridge. Door de grote bekendheid van de "Chelsea Headhunters" werden zij ook verwerkt in een film over voetbalvandalisme, "The Football Factory".

#### Chelsea TV
Sinds augustus 2001 heeft Chelsea zijn eigen tv-kanaal met studio's op Stamford Bridge. Het kanaal zendt dagelijks vanaf tien uur 's ochtends tot middernacht uit en heeft 3 vaste presentators: Neil Barnett, Gigi Salmon en Alison Bender.

## Stadion

### Stamford Bridge

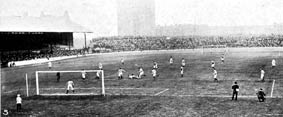
Chelsea in september 1905 tegen West Bromwich Albion in het Stamford Bridge stadion. De wedstrijd eindigde in 1-0.

Het Stamford Bridge stadion werd officieel geopend op 28 april 1877. Het stadion werd ontworpen door Archibald Leitch en had toen enkel een oostzijde die een capaciteit had van 5.000 plaatsen. Gedurende de eerste 28 jaar van zijn bestaan werd het stadion uitsluitend gebruikt door de Londense Atletiek Club, waarbij er totaal geen voetbal werd gespeeld. In 1904 werd de grond gekocht door Gus Mears en zijn broer. Aanvankelijk hadden zij Fulham FC aangeboden om in dit stadion te spelen, maar omdat Fulham FC weigerde richtten de broers zelf hun eigen voetbalclub op, namelijk Chelsea FC.
Veldeigenaars van Stamford Bridge hebben bepaald dat het stadion nooit kan verkocht worden aan projectontwikkelaars. Dit betekent ook dat als Chelsea ooit van locatie verhuist, ze de naam Chelsea FC moeten achterlaten in het stadion en dus een nieuwe naam moeten gebruiken.

## Organisatie

### Aankoopbeleid
Chelsea staat bekend als een club die veel (dure) spelers koopt. Sinds de overname van de Russische oligarch Roman Abramovitsj in 2003 komen grote spelers naar de club in Londen. Er zijn meerdere miljoenaankopen gedaan. Velen hiervan zijn gefaald om aan de grote verwachtingen te voldoen. Voorbeelden hiervan zijn spelers als Schevchenko, Fernando Torres, Mateja Kesman en Hernan Crespo. In de zomer van 2018 heeft Chelsea ongeveer 136 miljoen uitgegeven met Pulisic van Borussia Dortmund als duurste aankoop (64 miljoen). Voorafgaand aan het seizoen 2019/2020 werd Mateo Kovacic van Real Madrid aangetrokken voor 45 miljoen euro. In de zomer van 2020 zijn ook meerdere recordaankopen gedaan, waaronder Kai Havertz, Hakim Ziyech, Ben Chilwell en Timo Werner. De laatste jaren werd ook wel meer gefocust op de spelers afkomstig uit de eigen jeugdopleiding, die wordt aanzien als een van de beste in Europa. Zo speelden jeugdproducten als Tammy Abraham, Andreas Christensen, Callum Hudson-Odoi, Reece James en Mason Mount allemaal een belangrijke rol in de gewonnen Champions League in het seizoen 2020-2021.  In augustus 2021 werd voormalig Chelsea speler Romelu Lukaku overgenomen van Internazionale voor 115 miljoen euro, toen een recordbedrag voor de club om één enkele speler aan te trekken.

## Eerste elftal

### Selectie
| Nr.           | Naam                  | Sinds      | Contract   | Vorige club             |
| Doelmannen    | Doelmannen            | Doelmannen | Doelmannen | Doelmannen              |
| ------------- | --------------------- | ---------- | ---------- | ----------------------- |
| 1             | Robert Sánchez        | 2023       | 2030       | Brighton & Hove Albion  |
| 12            | Filip Jörgensen       | 2024       | 2031       | Villarreal              |
| 39            | Mike Penders          | 2024       | 2032       | KRC Genk                |
| 44            | Gabriel Slonina       | 2022       | 2028       | Chicago Fire            |
| Verdedigers   |                       |            |            |                         |
| 2             | Axel Disasi           | 2023       | 2029       | AS Monaco               |
| 3             | Marc Cucurella        | 2022       | 2028       | Brighton & Hove Albion  |
| 4             | Tosin Adarabioyo      | 2024       | 2028       | Fulham                  |
| 5             | Benoît Badiashile     | 2023       | 2030       | AS Monaco               |
| 6             | Levi Colwill          | 2022       | 2029       | Brighton & Hove Albion  |
| 19            | Mamadou Sarr          | 2025       | 2033       | RC Strasbourg           |
| 21            | Ben Chilwell          | 2020       | 2027       | Leicester City          |
| 23            | Trevoh Chalobah       | 2021       | 2028       |                         |
| 24            | Reece James           | 2019       | 2028       | Wigan Athletic          |
| 27            | Malo Gusto            | 2023       | 2030       | Olympique Lyon          |
| 29            | Wesley Fofana         | 2022       | 2029       | Leicester City          |
| 30            | Aarón Anselmino       | 2024       | 2031       | Boca Juniors            |
| 34            | Josh Acheampong       | 2024       | 2029       |                         |
| 40            | Renato Veiga          | 2024       | 2031       | FC Basel                |
| –             | Alfie Gilchrist       | 2023       | 2026       |                         |
| –             | Jorrel Hato           | 2025       | 2032       | AFC Ajax                |
| Middenvelders |                       |            |            |                         |
| 8             | Enzo Fernández        | 2023       | 2032       | Benfica                 |
| 10            | Cole Palmer           | 2023       | 2033       | Manchester City         |
| 14            | Dário Essugo          | 2025       | 2033       | Sporting CP             |
| 16            | Lesley Ugochukwu      | 2023       | 2030       | Stade Rennes            |
| 17            | Andrey Santos         | 2023       | 2030       | Vasco da Gama           |
| 22            | Kiernan Dewsbury-Hall | 2024       | 2029       | Leicester City          |
| 25            | Moisés Caicedo        | 2023       | 2031       | Brighton & Hove Albion  |
| 45            | Roméo Lavia           | 2023       | 2030       | Southampton             |
| –             | Carney Chukwuemeka    | 2022       | 2028       | Aston Villa             |
| –             | Kendry Páez           | 2025       | 2033       | Independiente del Valle |
| Aanvallers    |                       |            |            |                         |
| 7             | Pedro Neto            | 2024       | 2031       | Wolverhampton Wanderers |
| 9             | Liam Delap            | 2025       | 2031       | Ipswich Town            |
| 15            | Nicolas Jackson       | 2023       | 2033       | Villarreal              |
| 18            | Christopher Nkunku    | 2023       | 2029       | RB Leipzig              |
| 20            | João Pedro            | 2025       | 2033       | Brighton & Hove Albion  |
| 32            | Tyrique George        | 2024       | 2027       |                         |
| 38            | Marc Guiu             | 2024       | 2029       | FC Barcelona            |
| –             | Armando Broja         | 2022       | 2028       |                         |
| –             | David Datro Fofana    | 2023       | 2029       | Molde FK                |
| –             | Estêvão               | 2025       | 2033       | Palmeiras               |
| –             | João Félix            | 2024       | 2031       | Atlético Madrid         |
| –             | Jamie Gittens         | 2025       | 2032       | Borussia Dortmund       |
| –             | Mykhailo Mudryk       | 2023       | 2031       | Shakhtar Donetsk        |
| –             | Raheem Sterling       | 2022       | 2027       | Manchester City         |

Laatste update: 3 augustus 2025

### Staf
| Functie            | Naam                 | Sinds | Contract | Vorige club    |
| ------------------ | -------------------- | ----- | -------- | -------------- |
| Hoofdtrainer       | Enzo Maresca         | 2024  | 2029     | Leicester City |
| Assistent-trainers | Willy Caballero      | 2024  | 2029     | Leicester City |
| Assistent-trainers | Danny Walker         | 2024  | 2029     | Leicester City |
| Assistent-trainers | Roberto Vitiello     | 2024  | 2029     | Parma          |
| Keeperstrainers    | Michele De Bernardin | 2024  | 2029     | Leicester City |
| Keeperstrainers    | Ben Roberts          | 2024  | 2027     | Strasbourg     |

Laatste update: 22 juli 2025

## Overzichtslijsten

### Competitieresultaten sinds 1946/47
- 1947 15e
First Division
- 1948 18e
First Division
- 1949 13e
First Division
- 1950 13e
First Division
- 1951 20e
First Division
- 1952 19e
First Division
- 1953 19e
First Division
- 1954 8e
First Division
- 1955 1e
First Division
- 1956 16e
First Division
- 1957 13e
First Division
- 1958 11e
First Division
- 1959 14e
First Division
- 1960 18e
First Division
- 1961 12e
First Division
- 1962 22e
First Division
- 1963 2e
Second Division
- 1964 5e
First Division
- 1965 3e
First Division
- 1966 5e
First Division
- 1967 9e
First Division
- 1968 6e
First Division
- 1969 5e
First Division
- 1970 3e
First Division
- 1971 6e
First Division
- 1972 7e
First Division
- 1973 12e
First Division
- 1974 17e
First Division
- 1975 21e
First Division
- 1976 11e
Second Division
- 1977 2e
Second Division
- 1978 16e
First Division
- 1979 22e
First Division
- 1980 4e
Second Division
- 1981 12e
Second Division
- 1982 12e
Second Division
- 1983 18e
Second Division
- 1984 1e
Second Division
- 1985 6e
First Division
- 1986 6e
First Division
- 1987 14e
First Division
- 1988 18e
First Division
- 1989 1e
Second Division
- 1990 5e
First Division
- 1991 11e
First Division
- 1992 14e
First Division
- 1993 11e
Premier League
- 1994 14e
Premier League
- 1995 11e
Premier League
- 1996 11e
Premier League
- 1997 6e
Premier League
- 1998 4e
Premier League
- 1999 3e
Premier League
- 2000 5e
Premier League
- 2001 6e
Premier League
- 2002 6e
Premier League
- 2003 4e
Premier League
- 2004 2e
Premier League
- 2005 1e
Premier League
- 2006 1e
Premier League
- 2007 2e
Premier League
- 2008 2e
Premier League
- 2009 3e
Premier League
- 2010 1e
Premier League
- 2011 2e
Premier League
- 2012 6e
Premier League
- 2013 3e
Premier League
- 2014 3e
Premier League
- 2015 1e
Premier League
- 2016 10e
Premier League
- 2017 1e
Premier League
- 2018 5e
Premier League
- 2019 3e
Premier League
- 2020 4e
Premier League
- 2021 4e
Premier League
- 2022 3e
Premier League
- 2023 12e
Premier League
- 2024 6e
Premier League
- 2025 4e
Premier League

- First Division
- Second Division
- Premier League

ⓘ In 1992 invoering van de Premier League en opheffing van de Fourth Division; in 2004 opheffing van de First, Second en Third Division.

### Seizoensresultaten
| 1992–1993 | 11 | 22 | Premier League | 42 | 14 | 14 | 14 | 51–54  | 56 | 18.787 |
| 1993–1994 | 14 | 22 | Premier League | 42 | 13 | 12 | 17 | 49–53  | 51 | 19.416 |
| 1994–1995 | 11 | 22 | Premier League | 42 | 13 | 15 | 14 | 50–55  | 54 | 21.057 |
| 1995–1996 | 11 | 20 | Premier League | 38 | 12 | 14 | 12 | 68–45  | 50 | 25.466 |
| 1996–1997 | 6  | 20 | Premier League | 38 | 16 | 11 | 11 | 58–55  | 59 | 27.001 |
| 1997–1998 | 4  | 20 | Premier League | 38 | 20 | 3  | 15 | 71–43  | 63 | 32.901 |
| 1998–1999 | 3  | 20 | Premier League | 38 | 20 | 15 | 3  | 57–30  | 75 | 34.754 |
| 1999–2000 | 5  | 20 | Premier League | 38 | 18 | 11 | 19 | 53–34  | 65 | 34.532 |
| 2000–2001 | 6  | 20 | Premier League | 38 | 17 | 10 | 11 | 68–45  | 61 | 34.700 |
| 2001–2002 | 6  | 20 | Premier League | 38 | 17 | 13 | 8  | 66–38  | 64 | 39.030 |
| 2002–2003 | 4  | 20 | Premier League | 38 | 19 | 10 | 9  | 68–38  | 67 | 39.784 |
| 2003–2004 | 2  | 20 | Premier League | 38 | 24 | 7  | 7  | 67–30  | 79 | 41.235 |
| 2004–2005 |    | 20 | Premier League | 38 | 29 | 8  | 1  | 72–15  | 95 | 41.870 |
| 2005–2006 |    | 20 | Premier League | 38 | 29 | 4  | 5  | 72–22  | 91 | 41.902 |
| 2006–2007 | 2  | 20 | Premier League | 38 | 24 | 11 | 3  | 64–24  | 83 | 41.492 |
| 2007–2008 | 2  | 20 | Premier League | 38 | 25 | 10 | 3  | 65–26  | 85 | 41.397 |
| 2008–2009 | 3  | 20 | Premier League | 38 | 25 | 8  | 5  | 68–24  | 83 | 41.588 |
| 2009–2010 |    | 20 | Premier League | 38 | 27 | 5  | 6  | 103–32 | 86 | 41.423 |
| 2010–2011 | 2  | 20 | Premier League | 38 | 21 | 8  | 9  | 69–33  | 71 | 41.435 |
| 2011–2012 | 6  | 20 | Premier League | 38 | 18 | 10 | 10 | 65–46  | 64 | 41.484 |
| 2012–2013 | 3  | 20 | Premier League | 38 | 22 | 9  | 7  | 75–39  | 75 | 41.462 |
| 2013–2014 | 3  | 20 | Premier League | 38 | 25 | 7  | 6  | 71–27  | 82 | 41.482 |
| 2014–2015 |    | 20 | Premier League | 38 | 26 | 9  | 3  | 73–32  | 87 | 41.546 |
| 2015–2016 | 10 | 20 | Premier League | 38 | 12 | 14 | 12 | 59–53  | 50 | 41.500 |
| 2016–2017 |    | 20 | Premier League | 38 | 30 | 3  | 5  | 85–33  | 93 | 41.508 |
| 2017–2018 | 5  | 20 | Premier League | 38 | 21 | 7  | 10 | 62–38  | 70 | 41.282 |
| 2018–2019 | 3  | 20 | Premier League | 38 | 21 | 9  | 8  | 63–39  | 72 | 40.441 |
| 2019–2020 | 4  | 20 | Premier League | 38 | 20 | 6  | 12 | 69–54  | 66 | 40.536 |
| 2020–2021 | 4  | 20 | Premier League | 38 | 19 | 10 | 9  | 58-36  | 67 | --     |
| 2021–2022 | 3  | 20 | Premier League | 38 | 21 | 11 | 6  | 76-33  | 74 | 39.452 |
| 2022-2023 | 12 | 20 | Premier League | 38 | 11 | 11 | 16 | 38-47  | 44 | 40.002 |
| 2023-2024 | 6  | 20 | Premier League | 38 | 18 | 9  | 11 | 77-63  | 63 | 39.700 |

### UEFA Ranking
In de UEFA Ranking wordt het puntentotaal (twee per overwinning, een voor elk gelijkspel plus eventuele bonuspunten voor het bereiken van bepaalde fases in een toernooi) van de afgelopen vijf seizoenen bij elkaar opgeteld, waar dan vervolgens een ranglijst van gemaakt wordt. Deze lijst wordt gehanteerd bij lotingen van de voorrondes en groepsfases van de UEFA Champions League en de UEFA Europa League.
Club Ranking voor het jaar 2022
| Nr. | Club                | Punten  | 2022 |
| --- | ------------------- | ------- | ---- |
| 3   | Manchester City     | 134.000 | (0)  |
| 4   | Real Madrid         | 124.000 | (-2) |
| 5   | Chelsea FC          | 123.000 | (+6) |
| 6   | FC Barcelona        | 114.000 | (-2) |
| 7   | Paris Saint-Germain | 112.000 | (0)  |

- Volledige lijst[22]

### Chelsea in Europa
Chelsea speelt sinds 1958 in diverse Europese competities. Hieronder staan de competities en in welke seizoenen de club deelnam. De edities die Chelsea heeft gewonnen zijn dik gedrukt:
- Champions League (19x)

1999/00, 2003/04, 2004/05, 2005/06, 2006/07, 2007/08, 2008/09, 2009/10, 2010/11, 2011/12, 2012/13, 2013/14, 2014/15, 2015/16, 2017/18, 2019/20,  2020/21, 2021/22, 2022/23, 2025/26
- Europa League (2x)

2012/13, 2018/19
- Conference League (1x)

2024/25
- Europacup II (5x)

1970/71, 1971/72, 1994/95, 1997/98, 1998/99
- UEFA Cup (3x)

2000/01, 2001/02, 2002/03
- Jaarbeursstedenbeker (3x)

1958/60, 1965/66, 1968/69
- UEFA Super Cup (5x)

1998, 2012, 2013, 2019, 2021
Bijzonderheden Europese competities:
| Bijzonderheid                 | Datum      | Tegenstander   | Uitslag | Plaats    | Naam          | Aantal |
| ----------------------------- | ---------- | -------------- | ------- | --------- | ------------- | ------ |
| Hoogste overwinning           | 29-09-1971 | UN Käerjeng 97 | 13-0    | Londen    |               |        |
| Hoogste nederlaag             | 18-04-2000 | FC Barcelona   | 1-5     | Barcelona |               |        |
| Speler met meeste wedstrijden | 09-12-2015 |                |         |           | John Terry    | 124    |
| Speler met meeste doelpunten  | 25-11-2014 |                |         |           | Didier Drogba | 46     |

UEFA Club Ranking: 7 (07-07-2025)

## Records & Statistieken

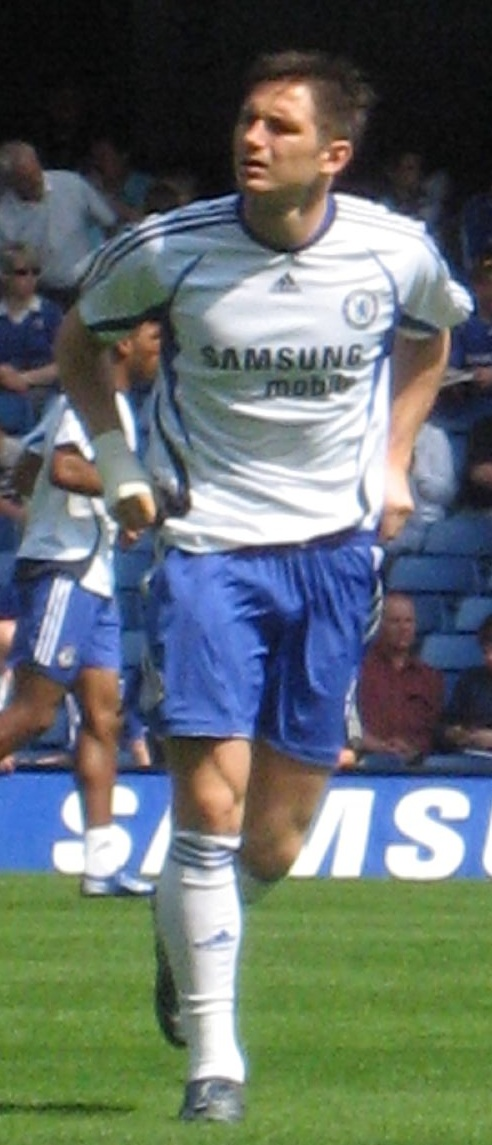
Frank Lampard is de speler met de meeste goals en wedstrijden voor Chelsea

De speler die het hoogste aantal wedstrijden speelde voor Chelsea FC is tot op heden nog altijd Ron Harris. Harris speelde tussen 1961 en 1980 795 eerste-klasse wedstrijden voor Chelsea. Tot op heden lijkt dit record niet verbroken te worden. De meest recente speler van Chelsea die het dichtst in de buurt komt van dit record is Frank Lampard, met 450 wedstrijden. De ex-speler van Chelsea die het meest werd opgeroepen voor zijn nationale team is de Fransman Marcel Desailly. Hij speelde 116 interlands voor Frankrijk, waarvan 74 tijdens zijn periode bij Chelsea.
Frank Lampard is de speler die de meeste doelpunten maakte voor Chelsea, namelijk 203 in de periode 2001–20. Jimmy Greaves is de speler die de meeste doelpunten maakte in een seizoen, namelijk 43 in 1960-61.

### Topscorers
Enkel competitieve wedstrijden.
|    | Naam           | Jaren                 | Kampioenschap | FA Cup | League Cup | Europees | Andere1 | Totaal |
| -- | -------------- | --------------------- | ------------- | ------ | ---------- | -------- | ------- | ------ |
| 1  | Frank Lampard  | 2001–2014             | 147           | 26     | 12         | 25       | 1       | 211    |
| 2  | Bobby Tambling | 1959–1970             | 164           | 25     | 10         | 3        | 0       | 202    |
| 3  | Kerry Dixon    | 1983–1992             | 147           | 8      | 25         | 0        | 13      | 193    |
| 4  | Didier Drogba  | 2004–2012 & 2014–2015 | 104           | 12     | 10         | 36       | 2       | 164    |
| 5  | Roy Bentley    | 1948–1956             | 128           | 21     | 0          | 0        | 1       | 150    |
| 5  | Peter Osgood   | 1964–1974 & 1978–1979 | 105           | 19     | 10         | 16       | 0       | 150    |
| 7  | Jimmy Greaves  | 1957–1961             | 124           | 3      | 2          | 3        | 0       | 132    |
| 8  | George Mills   | 1929–1943             | 118           | 7      | 0          | 0        | 0       | 125    |
| 9  | Eden Hazard    | 2012–2019             | 85            | 5      | 8          | 12       | 0       | 110    |
| 10 | George Hilsdon | 1906–1912             | 99            | 9      | 0          | 0        | 0       | 108    |

1 Inclusief Charity/Community Shield, de Football League play-offs, en de Full Members Cup.
Chelsea heeft in het Engelse voetbal een record van het minst aantal tegendoelpunten in een seizoen (15) in handen. Ook de 21-0 zege tegen het Luxemburgse Jeunesse Hautcharage tijdens de Europacup II van 1971-72 is een record in deze Europese competitie.
Chelsea heeft ook het record van langste periode ongeslagen in thuiswedstrijden (van 10 april 2004 tot 26 oktober 2008). Chelsea verbeterde op 12 augustus 2007 het vorige record van Liverpool, dat in de periode 1978-1980 63 thuiswedstrijden ongeslagen bleef. Liverpool beëindigde op 26 oktober 2008 de ongeslagen reeks van Chelsea door met 0-1 te winnen na een goal van Xabi Alonso. In het seizoen 09-10 verbeterde Chelsea ook het record van meeste goals in 1 Premier League-seizoen, dit waren er 103, mede dankzij zware overwinningen tegen Wigan Athletic en Sunderland.

## Bekende (oud-)Blues

### Spelers
- Patrick van Aanholt
- Nathan Aké
- Alex
- Marcos Alonso
- Nicolas Anelka
- Kepa Arrizabalaga
- César Azpilicueta
- Michael Ballack
- Winston Bogarde
- Khalid Boulahrouz
- Wayne Bridge
- Gary Cahill
- Ricardo Carvalho
- Petr Čech
- Ashley Cole
- Joe Cole
- Thibaut Courtois
- Hernán Crespo
- Carlo Cudicini
- Kevin De Bruyne
- Deco
- Marcel Desailly
- Didier Drogba
- Michael Essien
- Samuel Eto'o
- Cesc Fabregas
- William Gallas
- Eidur Gudjohnsen
- Ruud Gullit
- Jimmy Floyd Hasselbaink
- Eden Hazard
- Mark Hughes
- Branislav Ivanović
- Glen Johnson
- Jorginho
- Salomon Kalou
- N'Golo Kanté
- Mateja Kežman
- Frank Lampard
- Graeme Le Saux
- David Luiz
- Romelu Lukaku
- Claude Makélélé
- Florent Malouda
- Juan Mata
- Nemanja Matić
- John Obi Mikel
- Álvaro Morata
- Adrian Mutu
- Oscar
- Scott Parker
- Claudio Pizarro
- Gustavo Poyet
- Arjen Robben
- Steve Sidwell
- Andrij Sjevtsjenko
- Daniel Sturridge
- John Terry
- Fernando Torres
- George Weah
- Timo Werner
- Willian
- Shaun Wright-Phillips
- Boudewijn Zenden
- Hakim Ziyech
- Gianfranco Zola

#### Speler van het jaar
De trofee "Speler van het Jaar" is een trofee die jaarlijks aan de beste speler van Chelsea van dat jaar wordt uitgereikt.
| Jaar | Winnaar           |
| ---- | ----------------- |
| 1967 | Peter Bonetti     |
| 1968 | Charlie Cooke     |
| 1970 | John Hollins      |
| 1971 | John Hollins      |
| 1972 | David Webb        |
| 1973 | Peter Osgood      |
| 1974 | Gary Locke        |
| 1975 | Charlie Cooke     |
| 1976 | Ray Wilkins       |
| 1977 | Ray Wilkins       |
| 1978 | Micky Droy        |
| 1979 | Tommy Langley     |
| 1980 | Clive Walker      |
| 1981 | Petar Borota      |
| 1982 | Mike Fillery      |
| 1983 | Joey Jones        |
| 1984 | Pat Nevin         |
| 1985 | David Speedie     |
| 1986 | Eddie Niedzwiecki |
| 1987 | Pat Nevin         |
| 1988 | Tony Dorigo       |
| 1989 | Graham Roberts    |
| 1990 | Ken Monkou        |
| 1991 | Andy Townsend     |
| 1992 | Paul Elliott      |
| 1993 | Frank Sinclair    |
| 1994 | Steve Clarke      |
| 1995 | Erland Johnsen    |
| 1996 | Ruud Gullit       |
| 1997 | Mark Hughes       |
| 1998 | Dennis Wise       |
| 1999 | Gianfranco Zola   |
| 2000 | Dennis Wise       |
| 2001 | John Terry        |
| 2002 | Carlo Cudicini    |
| 2003 | Gianfranco Zola   |
| 2004 | Frank Lampard     |
| 2005 | Frank Lampard     |
| 2006 | John Terry        |
| 2007 | Michael Essien    |
| 2008 | Joe Cole          |
| 2009 | Frank Lampard     |
| 2010 | Didier Drogba     |
| 2011 | Petr Čech         |
| 2012 | Juan Mata         |
| 2013 | Juan Mata         |
| 2014 | Eden Hazard       |
| 2015 | Eden Hazard       |
| 2016 | Willian           |
| 2017 | Eden Hazard       |
| 2018 | N'Golo Kanté      |
| 2019 | Eden Hazard       |
| 2020 | Mateo Kovačić     |
| 2021 | Mason Mount       |
| 2022 | Mason Mount       |
| 2023 | Thiago Silva      |

### Trainers
- Carlo Ancelotti
- Rafael Benítez
- Bobby Campbell
- Antonio Conte
- Roberto Di Matteo
- Tommy Docherty
- Ted Drake
- Ruud Gullit
- Guus Hiddink
- José Mourinho
- John Neal
- Mauricio Pochettino
- Graham Potter
- Claudio Ranieri
- Maurizio Sarri
- Thomas Tuchel
- Gianluca Vialli
- Andre Villas-Boas